# George Saunders (futbolista)
George Saunders (pronunciación británica: /ˌ dʒɔːdʒˈsɔːndəz/; Londres, Inglaterra, 10 de junio de 1989) es un exfutbolista británico, nacionalizado colombiano.que jugaba como centrocampista.

## Trayectoria
Debutó como profesional en su paso por las filiales de varios equipos del fútbol español como el Villarreal, Levante y Deportivo Eldense, Cuando estaba a punto de subir al equipo principal del Levante[cita requerida] tuvo una lesión grave que lo alejó de las canchas por seis meses, cuando se recuperó ya tenía 23 años y a esa edad la filial ya les da prioridad a otros jugadores más jóvenes.
En 2013 llegó a prueba con el América de Cali. Después de 15 días de prueba, el joven volante hizo parte de la plantilla que disputó el Torneo Postobón del primer semestre.
Luego de su paso en el América, fue contratado por el Fortaleza F.C. para el segundo semestre de 2013. Con el Fortaleza fue figura y reconocido[¿por quién?] como el mejor jugador del ascenso colombiano y logró el ascenso al vencer en la promoción al Cúcuta. Permaneció en el equipo bogotano en su debut en primera división, siendo también la primera vez que disputó Saunders la primera división en el campeonato de liga de un país ya que en Inglaterra y España solo había jugado en categorías juveniles y en la tercera de España. Marcó su primer gol en Colombia en la derrota 4 a 3 de su equipo frente a Nacional entrando a los 58 minutos del partido y marcando 1 gol (1-3). Para el segundo semestre de 2014, el técnico Alexis García decidió no tenerlo en cuenta.
Pocos días después Unión Magdalena lo solicitó en calidad de préstamo para jugar en el segundo semestre del torneo de ascenso. Para el Apertura 2015 llegó a Tunja para jugar con el Patriotas FC, donde no tuvo mucha relevancia y sólo disputó ocho partidos. Para el Finalización 2015 llegó a territorio antioqueño para jugar con el Envigado FC. Para el Apertura 2023 llegó libre a la ciudad de Neiva para jugar con el Atlético Huila

## Selección nacional
George Saunders perteneció a la Selección de fútbol de Cataluña en donde compartió vestuario con jugadores de talla mundial como: Bojan, Thiago Alcântara, Raúl Baena, Iago Falque, Jordi Alba, Fader Toro entre otros.

## Clubes
| Club                | País                | Año                 | Partidos | Goles' |
| ------------------- | ------------------- | ------------------- | -------- | ------ |
| Villarreal C        | España              | 2007 - 2009         | 15       | 1      |
| Levante B           | España              | 2009 - 2012         | 79       | 7      |
| Eldense             | España              | 2012                | 12       | 0      |
| América de Cali     | Colombia            | 2013                | 15       | 0      |
| Fortaleza CEIF      | Colombia            | 2013 - 2014         | 34       | 1      |
| Unión Magdalena     | Colombia            | 2014                | 13       | 0      |
| Patriotas Boyacá    | Colombia            | 2015                | 9        | 0      |
| Envigado FC         | Colombia            | 2015 - 2022         | 136      | 1      |
| Atlético Huila      | Colombia            | 2023                | 13       | 0      |
| Total en su carrera | Total en su carrera | Total en su carrera | 326      | 10     |